# گایوس فلاویوس فیمبریا
گایوس فلاویوس فیمبریا (مرگ در ۸۴ پیش از میلاد) سیاستمدار اهل جمهوری روم و از طرفداران گایوس ماریوس و پوپولارها بود. وی در جنگ مهردادی یکم شرکت داشت.
فیمبریا به عنوان لگاتوس (ژنرالِ) گایوس والریوس فلاکوس در ۸۶ پیش از میلاد به آسیا (استان روم) فرستاده شد امّا با وی اختلاف پیدا کرد و معاف شد. وی با سودجستن از غیبت فلاکوس و نیز نارضایتیی که بر اثر سخت‌گیری‌ها و حرص و طمع وی در سربازان پدید آمده بود، شورشی علیه او (فلاکوس) ترتیب داد که به مرگش انجامید. سپس خود شخصاً فرماندهی ارتش را عهده‌دار شد و موفقیّت‌های متعددی در برابر مهرداد ششم (پنتوس) کسب کرد و او را در اسپارت شکست داد.
فیمبریا با مردمان استان آسیا که در برابر روم شوریده بودند یا بعدها جانب لوکیوس کورنلیوس سولا (که خود نیز یک رومی بود) را گرفتند، با شقاوت زیادی رفتار نمود. وی موفق شد به بهانه‌ای وارد شهر تروآ (شهر) شود و اهالی آن را قتل‌عام کرده و در نهایت آنجا را به آتش بکشد؛ امّا در ۸۴ ق. م سولا از یونان به آسیا (استان  روم) پا گذاشت و معاهده داردانوس را با مهرداد منعقد کرد و به جنگ مهردادی یکم پایان داد، و سپس لژیون‌های خود را به سوی فیمبریا حرکت داد. فیمبریا که راه فراری نمی‌دید دست به خودکشی زد.